# Флемінг (Міссурі)
Флемінг (англ. Fleming) — місто (англ. city) в США, в окрузі Рей штату Міссурі. Населення — 114 особи (2020).

## Географія
Флемінг розташований за координатами 39°11′44″ пн. ш. 94°3′7″ зх. д. / 39.19556° пн. ш. 94.05194° зх. д. (39.195519, -94.052054).  За даними Бюро перепису населення США в 2010 році місто мало площу 1,40 км², уся площа — суходіл.

## Демографія
Згідно з переписом 2010 року, у місті мешкало 128 осіб у 51 домогосподарстві у складі 40 родин. Густота населення становила 92 особи/км².  Було 62 помешкання (44/км²).
Расовий склад населення:
| - 98,4 % — білих - 1,6 % — корінних американців |

До двох чи більше рас належало 0,0 %. Частка іспаномовних становила 0,8 % від усіх жителів.
За віковим діапазоном населення розподілялося таким чином: 25,8 % — особи молодші 18 років, 64,0 % — особи у віці 18—64 років, 10,2 % — особи у віці 65 років та старші. Медіана віку мешканця становила 40,0 року. На 100 осіб жіночої статі у місті припадало 85,5 чоловіків;  на 100 жінок у віці від 18 років та старших — 93,9 чоловіків також старших 18 років.
Середній дохід на одне домашнє господарство  становив 57 746 доларів США (медіана — 48 125), а середній дохід на одну сім'ю — 63 356 доларів (медіана — 48 125). За межею бідності перебувало 9,2 % осіб, у тому числі 9,7 % дітей у віці до 18 років та 11,1 % осіб у віці 65 років та старших.
Цивільне працевлаштоване населення становило 62 особи. Основні галузі зайнятості: виробництво — 19,4 %, публічна адміністрація — 17,7 %, освіта, охорона здоров'я та соціальна допомога — 17,7 %.